# Lepyronia angulifera
Lepyronia angulifera is een halfvleugelig insect uit de familie Aphrophoridae. De wetenschappelijke naam van deze soort is voor het eerst geldig gepubliceerd in 1876 door Uhler.